# Stanisław Nita
Stanisław Nita (ur. 18 kwietnia 1875 w Szczurowej, zm. 26 marca 1951 tamże) – polski działacz ruchu ludowego, wójt gminy Szczurowa.

## Życiorys

### Dzieciństwo i życie rodzinne

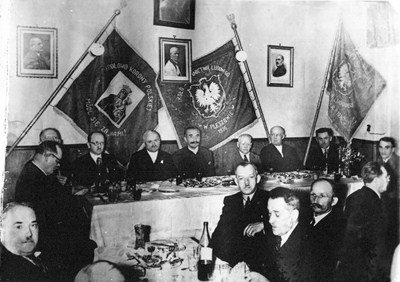
Stanisław Nita na spotkaniu przyjaciół i współpracowników Wincentego Witosa (trzeci od prawej przy stole z tyłu), 1939

Stanisław Nita urodził się 18 kwietnia 1875 roku w Szczurowej jako syn Michała i Teresy Rassak. Miał dwóch braci - Franciszka i Bartłomieja. Pochodził z rodziny o tradycjach polityczno-obywatelskich; jego ojciec Michał Nita był przełożonym gminy, należał także do komitetu budowy kościoła w Szczurowej.
Ukończył czteroklasową szkołę ludową.
W 1899 roku Stanisław Nita poślubił Marię Gizę. Ich syn Franciszek także angażował się w działalność ruchu ludowego; należał do powstałego na przełomie lat 1929 i 1930 Koła Młodzieży Wiejskiej w Szczurowej, którego był współzałożycielem.

### Działalność polityczna
W działalność polityczną zaangażował się w pierwszej dekadzie XX wieku, kiedy został radnym gminnym, i związał się z ruchem ludowym, początkowo PSL Jana Stapińskiego, a później PSL–Piast i SL. Do lat 20. XX wieku był wójtem gminy Szczurowa, natomiast w latach 20 i 30 stał się jednym z czołowych przywódców brzeskich ludowców, obejmując urząd wiceprezesa i prezesa PSL-Piast i SL. W latach 1931–1933 był członkiem Rady Naczelnej SL i ponownie wszedł w jej skład w 1938 roku.
Po przewrocie majowym pozostawał opozycyjny w stosunku do sanacji, w związku z czym od 24 sierpnia 1936 roku przez dwa miesiące przebywał w Berezie Kartuskiej.
W 1937 roku uczestniczył w organizacji strajku chłopskiego, będąc jednym z czworga działaczy – obok Władysława Witka, Franciszka Syrka i Władysława Karcza – pod których naciskiem Maciej Rataj zdecydował się na ogłoszenie strajku. Za udział w organizacji strajku więziony był w Tarnowie. Z więzienia został zwolniony 22 grudnia, a postępowanie przeciwko niemu umorzono.
Jako lider brzeskich ludowców i jeden z najbliższych współpracowników Wincentego Witosa w powiecie, rankiem 5 listopada 1945 r. w Jasieniu Brzeskim przejmował od powiatu bocheńskiego kondukt pogrzebowy Witosa.

### Inna działalność
Oprócz aktywnego uczestniczenia w życiu politycznym regionu, Nita pracował w Kasie Raiffeisena (od 1924 r. Kasa Stefczyka), a także należał do grona współzałożycieli utworzonej w Szczurowej Spółdzielni Mleczarskiej powstałej w 1900 roku; Nita był w jej Zarządzie, a po śmierci prezesa - hrabiego Aleksandra Kępińskiego zastąpił go na tym stanowisku. Działał również w ruchu kółek rolniczych, zaś w Brzesku wchodził w skład władz słynnej w powiecie Spółdzielni Rolniczo – Handlowej „Miarka”.

### Śmierć
Zmarł 26 marca 1951. Pochowany jest na Cmentarzu Parafialnym w Szczurowej.